# Koncovky napájecích kabelů

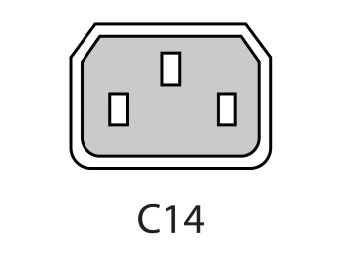
Koncovka C14

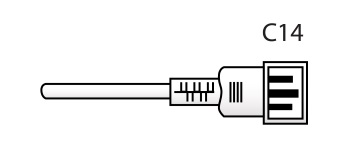
Kabel C14

## Koncovka C14
male (samec)
Používá se převážně, s koncovkou C13 na druhém konci, pro zapojení přístrojů pomocí PDU. Případně jako prodlužovací kabel. V takovém případě, pro běžnou domácí elektroniku, je řetězec koncovek u dvou kabelů následující C13 samice - C14 samec/ C13 samice – CEE7/7 zásuvka. Maximální proudové zatížení 10 A.

## Koncovka C13
female (samice)

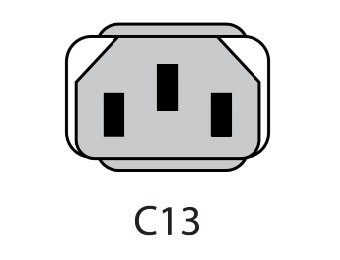
Koncovka C13

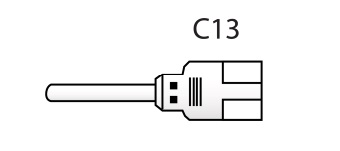
Kabel C13

Slouží zpravidla pro napájení stolních počítačů, monitorů, kuchyňských přístrojů a jiných elektronických přístrojů napájených ze sítě, kde na druhé straně kabelu je zástrčka CEE7/7. Jedná se vlastně o protiklad koncovky C14. Maximální proudové zatížení 10 A. Koncovka C13 převážně končí zástrčkou pro zapojení do zásuvky (CEE7/7). Může končit i koncovkou C14 neboli samečkem, v takovém případě kabel slouží jako kabel prodlužovací, nebo pro připojení pomocí PDU.

## Koncovka C20
male (samec)

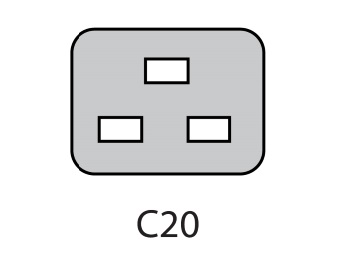
Koncovka C20

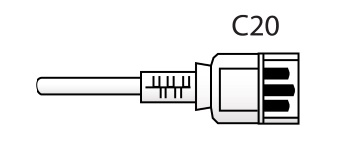
Kabel C20

Taktéž slouží k napájení ze sítě, ale pro zařízení s větším odběrem proudu, než jaký potřebují domácí spotřebiče nebo osobní PC. Využívá se především v profesionálním prostředí IT a u serverových řešení. Maximální proudové zatížení 15 A. Koncovka C20 převážně končí zástrčkou C19, případně CEE7/7.

## Koncovka C19
female (samice)

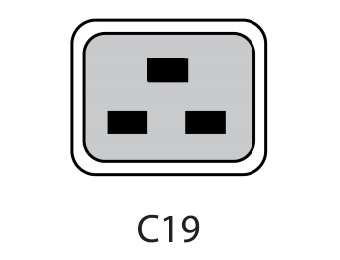
Koncovka C19

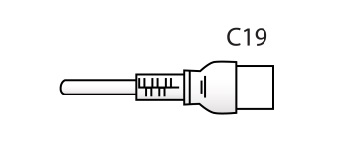
Kabel C19

Jedná se vlastně o protiklad koncovky C20. Maximální proudové zatížení 15 A. Zpravidla se používá u prodlužovacích kabelů, nebo pro připojení pomocí PDU. Koncovka C19 převážně končí koncovkou C20.

## Koncovka C15
female samice

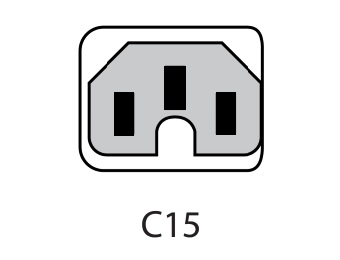
Koncovka C15

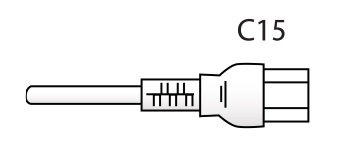
Kabel C15

Jedná se již o poměrně profesionální koncovku. Využívá se například pro napájení externích zdrojů elektřiny a UPS. Maximální proudové zatížení 15 A. Koncovka C15 převážně končí zástrčkou pro zapojení do zásuvky (CEE7/7).

## Koncovka Schuko CEE7/7

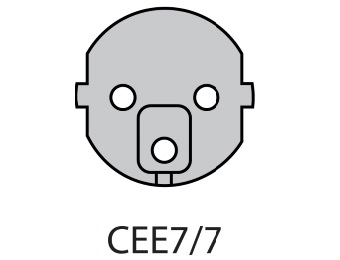
Koncovka CEE7/7

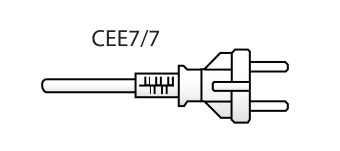
Kabel CEE 7/7

Jde jednoduše o standardní zástrčku do elektrické zásuvky.